# 昭德皇后 (西辽)
昭德皇后（?—?），萧氏，西辽开国皇帝耶律大石的正室夫人。耶律大石在西域称帝，时年三十八，上汉尊号为天皇帝，改元延庆。追尊祖父为嗣元皇帝，祖母为宣义皇后，册封元妃萧氏为昭德皇后。昭德皇后后事不详，耶律大石死后，摄政的是仁宗耶律夷列之母感天皇后萧塔不烟。